# Prostřední mlýn (Radotín)
Prostřední mlýn v Radotíně (Farářský, Panský, U Hamanů) je zaniklý vodní mlýn v Praze 5, který stál na Radotínském potoce. Roku 1934 byl zásadně přestavěn s dochováním několika stavebních prvků. Nový objekt je chráněn jako nemovitá kulturní památka České republiky.

## Historie
Vodní mlýn je zmíněn roku 1432 v Urbáři; v tom roce vykazoval 1,5 kopy pražských grošů ročního příjmu. K roku 1598 byl v majetku Zbraslavského kláštera a vykazoval 40 kop ročního příjmu. Počátkem 17. století jej mlynář Matěj Karásek vyměnil za svůj mlýn v Řevnicích; jeho syn Šimon po skončení třicetileté války uprchl ze země pro svou víru.
Roku 1754 si syn mlynáře Martina Kotašky otevřel na Zbraslavi krám s mlynářskými výrobky a za ušetřené peníze se i s celou rodinou vykoupil z poddanství.
V roce 1864 vlastnili mlýn Jan a Barbora Ouřadovi; Barbora se po ovdovnění provdala za Josefa Regenermela, který u mlýna zřídil pekárnu.
Kolem roku 1920 jej koupil starosta spořitelního spolku radotínský kupec Bohumil Haman a přestavěl jej na obytnou vilu ve stylu rané moderny s mansardovou střechou.

## Popis
K mlýnu vedla voda náhonem, který z Radotínského potoka odbočoval v místech Volfovy zahrady. Náhon poté vedl přes statek Kubrových, okolo hospody U Kinclů, po horním okraji parku na bývalou náves, odtud přes zahradu statku Nebeských, sadem u Hamanových a pod železniční tratí. Za tratí jej využíval také Dolejší mlýn. Po ukončení provozu mlýnů nebyl čištěn a zanášel se splašky, ve 30. letech 20. století byl zrušen a zasypán.
V roce 1930 měl mlýn 2 kola na svrchní vodu - první kolo mělo hltnost 0,099 m³/s, spád 3,84 metru a výkon 3,29 HP, druhé kolo hltnost 0,076 m³/s, spád 3,84 metru a výkon 2,53 HP.
Dochovalo se
Nový dům je ve zdivu barokní. Zachovala se bohatě profilovaná římsa, která je na severní štítové stěně prolomená původní nikou, nesoucí sochu Panny Marie.